# Karamazov
Karamazov (The Brothers Karamazov) è un film del 1958 diretto da Richard Brooks, tratto dal romanzo I fratelli Karamazov di Fëdor Dostoevskij.

## Distribuzione
È stato presentato in concorso all'11º Festival di Cannes.

## Riconoscimenti
- Nomination premio oscar 1959 a Lee J. Cobb come migliore attore non protagonista
- Nel 1958 il National Board of Review of Motion Pictures l'ha inserito nella lista dei migliori dieci film dell'anno e ha premiato Albert Salmi come miglior attore non protagonista.